# Carl Brouard
Carl Brouard (ur. 5 grudnia 1902 w Port-au-Prince, zm. w listopadzie 1965) – haitański poeta.

## Życiorys
Urodził się w Port-au-Prince na Haiti. W 1927 razem z Jakiem Roumainem i Émilem Roumerem założyli La Revue Indigène: Les Arts et La Vie. Po 1930 Brouard stał się "oficjalnym poetą" Papa Doca. Najbardziej znanym dziełem poety jest tomik poezji Écrit sur du Ruban Rose.